# 红军农村居民点
红军农村居民点（俄语：Красноармейское сельское поселение）是俄罗斯联邦伏尔加格勒州新尼古拉耶夫斯基区所属的一个农村居民点。其下辖有6个居民点，行政中心为红军镇。据2016年统计，该农村居民点的人口为1101人。